# Кембрія (Нью-Йорк)
Кембрія (англ. Cambria) — місто (англ. town) в США, в окрузі Ніагара штату Нью-Йорк. Населення — 5743 особи (2020).

## Демографія
Згідно з переписом 2010 року, у місті мешкало 5839 осіб у 2180 домогосподарствах у складі 1586 родин. Було 2292 помешкання
Расовий склад населення:
| - 96,1 % — білих - 1,5 % — чорних або афроамериканців - 0,8 % — корінних американців - 0,2 % — азіатів - 0,1 % — вихідців з тихоокеанських островів |

До двох чи більше рас належало 1,1 %. Частка іспаномовних становила 1,3 % від усіх жителів.
За віковим діапазоном населення розподілялося таким чином: 20,4 % — особи молодші 18 років, 65,7 % — особи у віці 18—64 років, 13,9 % — особи у віці 65 років та старші. Медіана віку мешканця становила 42,3 року. На 100 осіб жіночої статі у місті припадало 101,3 чоловіків;  на 100 жінок у віці від 18 років та старших — 96,8 чоловіків також старших 18 років.
Середній дохід на одне домашнє господарство  становив 81 574 долари США (медіана — 71 136), а середній дохід на одну сім'ю — 94 463 долари (медіана — 89 022). Медіана доходів становила 59 271 долар для чоловіків та 37 090 доларів для жінок. За межею бідності перебувало 5,8 % осіб, у тому числі 4,8 % дітей у віці до 18 років та 3,1 % осіб у віці 65 років та старших.
Цивільне працевлаштоване населення становило 2945 осіб. Основні галузі зайнятості: освіта, охорона здоров'я та соціальна допомога — 27,9 %, виробництво — 12,6 %, науковці, спеціалісти, менеджери — 9,0 %, транспорт — 8,1 %.